# Pieter Bergmeijer
Pieter Bergmeijer (Amsterdam, 11 november 1874 - Groningen, 4 februari 1940) was een Nederlandse burgemeester. Hij was lid van de ARP.

## Leven en werk
Bergmeijer was een zoon van de opzichter Frans Bergmeijer en Janna Geertruida Bongers. Hij volgde de opleiding aan de Kweekschool voor onderwijzers. Bergmeijer werkte na zijn opleiding eerst als onderwijzer in Amsterdam. Hij vertrok in 1903 naar Nederlands-Indië en werkte ook in Batavia in het onderwijs. Hier werd hij ook politiek actief. Hij stichtte er de Christelijk Ethische Partij en was oprichter van het weekblad De Banier. Hij was er vanaf 1918 lid van de Volksraad. Na zijn terugkeer in 1924 in Nederland was hij werkzaam op de gemeentesecretarie van Papendrecht. Bergmeijer werd op 29 december 1926 benoemd tot burgemeester van Almkerk. In juli 1929 volgde zijn benoeming tot burgemeester van de toenmalige gemeente Onstwedde.
Bergmeijer trouwde op 25 maart 1904 met Johanna Maria Christiana Maan, dochter van de gereformeerde predikant Willem Maan en Johanna Maria Christiana Kropff. Het huwelijk werd te Vreeland bij volmacht gesloten, omdat hij toen al in Weltevreden in Nederlands Indië woonde. Na haar overlijden in maart 1939 hertrouwde hij in oktober 1939 met zijn schoonzuster Henriette Cornelia Maan. Bergmeijer was Officier in de Orde van Oranje-Nassau. Hij was organist van de Gereformeerde Kerk in Amsterdam en in Stadskanaal. Bergmeijer overleed in februari 1940 op 65-jarige leeftijd in het diakonessenhuis te Groningen.

## Tweede Kamer
Bergmeijer was bij de verkiezingen van 5 juli 1922 kandidaat voor de Tweede Kamer namens de ARP. Hij was op dat moment nog woonachtig in Nederlands-Indië. Bergmeijer stond op een niet rechtstreeks verkiesbare zesde plaats op een lijst met tien kandidaten in de kieskringen Amsterdam en (Den) Helder. Er zijn op hem blijkens de officiële verkiezingsuitslag respectievelijk 35 en 13 voorkeurstemmen uitgebracht.
Een tweede poging om in de Kamer te komen strandde in 1925 (na verhuizing naar Nederland) toen de Antirevolutionaire kiesverenigingen adviseerden om drie kandidaten (waar Bergmeijer er een van was) op een door het Centraal Comité van de ARP opgestelde lijst te vervangen door drie andere, waaronder de latere minister-president Gerbrandy. Bergmeijer reageerde in De Banier verbitterd op de gang van zaken. In de media werd er desondanks op gespeculeerd dat Bergmeijer in het eerste kabinet Colijn minister van Koloniën zou worden. Geen van de zes betrokkenen zou overigens verkozen worden. 